# 受難曲
《受難曲》（Passion）是以耶穌受難史為題材所創作的音樂，而大部分歌詞取自《聖經》福音書的內容，這也同時是受難曲整體的主要架構。受難曲的發展甚早，不同時空其形式也不盡相同。在新教德國，成熟的受難曲主要採用清唱劇的形式演出，也就是純粹歌唱而不演戲，並以不同音域的歌手充當其中角色，類似題材較為狹隘的神劇。

## 歷史
中世紀時已有將受難史「唱」出來的概念；13世紀則出現以不同音域的歌手充當不同角色的做法。到16世紀，無論天主教或新教地區，都有許多作曲家嘗試發展這種形式。而受難曲的定型與壯大則要推至17世紀中以後，由德國作曲家許茨（Heinrich Schütz）等人根據神劇的概念來完成。此時戲劇性較強的宣敘調逐漸取代素歌（plainsong）作為旁白的歌唱方式，且配器更為自由，插入曲的種類也越來越多樣。在巴哈的創作下，受難曲達到空前絕後的高度。

## 著名的受難曲
- 巴赫《馬太受難曲》（Matthäuspassion）
- 巴赫《約翰受難曲》（Johannespassion）
- 潘德列茨基《路加受难曲》（St. Luke Passion）

## 外部連結
- （中文） 互動式多媒體 巴赫《馬太受難曲》